# Vi Violet Thomas
Vi Violet Thomas (ur. ? – zm. 7 stycznia 2010 w High Wycombe w Anglii) – angielska działaczka społeczna, organizatorka pomocy humanitarnej dla Polaków w okresie stanu wojennego, współzałożycielka Medical Aid For Poland.
W czasie stanu wojennego kilkakrotnie przyjeżdżała do Polski z ekipą tirów z zebranymi przez swoją organizację darami dla polskich szpitali i domów opieki.